# Anna Costal i Fornells
Anna Costal i Fornells (Gerona, 1981) es una musicóloga y profesora española de origen catalán.

## Biografía
Es profesora de la Escuela Superior de Música de Cataluña y Licenciada en Musicología por la Universidad Autónoma de Barcelona, se doctoró en la misma universidad en el año 2014 con una tesis sobre José Ventura que mereció el reconocimiento de premio extraordinario.
Ha publicado diversos libros sobre la historia de la música en Cataluña, algunos de ellos con otros musicólogos  de prestigio como La Inauguración del Teatro Municipal de Gerona en 1860: ópera, espectáculo, ciudad escrito conjuntamente con Joan Gay y Joaquim Rabaseda o Sardanas escrito conjuntamente con Jaume Ayats y Joaquim Rabaseda.
Es intérprete de tenora en la Cobla Vila de Olesa.

## Publicaciones
- Sociedad Coral Erato de Figueres : pensamiento, recreo y cultura desde 1862 (Ayuntamiento de Figueres, 2019) coordinadora de la obra y autora con Marciano Cárdaba, Erika Serna, Anna Tejedor, Alfons Gumbau y Albert Testart.[7][8]
- Esto no es una biografía de Pep Ventura : l Ampurdán romántico, revolucionario y espectacular (Gavarres, 2018)
- Xavier Cugat y Mingall (Ayuntamiento de Gerona, 2012)
- Cantadors del Pallars : cantos religiosos de tradición oral al Pirineu = Religious chants of the oral tradition in the Pyrenees (Rafael Dalmau, 2010) coautora con  Jaume Ayats e Iris Gayete
- La Inauguración del Teatro Municipal de Gerona en 1860 : ópera, espectáculo, ciudad  (Ayuntamiento de Gerona, 2010) coautora conjuntamente con Joan Gay y Joaquim Rabaseda
- Pep Ventura antes del mito : cuando la sardana era un baile de moda : Museo de l'Empordà Figueres (Consorcio del Museo de l'Empordà, 2010)
- Sardanas (Fundación Caja de Gerona, 2009) coautora con Jaume Ayats y Joaquim Rabaseda
- Los Músicos de fiesta mayor : pasado y presente del oficio de músico de copla-orquesta, coautora con Oriol Oller